# Schoenionta
Schoenionta es un género de escarabajos longicornios de la subfamilia Lamiinae. Fue descrito por Carl Gustaf Thomson en 1868.

## Especies
- Schoenionta breuningi Siess, 1974
- Schoenionta dehiscens (Aurivillius, 1911)
- Schoenionta ichneumonoides Breuning, 1954
- Schoenionta javanicola Breuning, 1954
- Schoenionta macilenta (Pascoe, 1867)
- Schoenionta merangensis Breuning, 1954
- Schoenionta necydaloides (Pascoe, 1867)
- Schoenionta philippinica Breuning, 1954
- Schoenionta strigosa (Pascoe, 1867)
- Schoenionta vespiventris Thomson, 1868